# Iglesia y torre de Santiago Apóstol
La iglesia y torre de Santiago Apóstol es un templo católico ubicado en la localidad de Santiago de Aravalle, en el municipio de Puerto Castilla (provincia de Ávila, Castilla y León, España).

## Descripción
El edificio se encuentra en el centro del casco urbano de la localidad.
Fue declarada BIC con categoría de monumento, el 12 de diciembre de 1981, mediante el real decreto 3549/1981 publicado en el Boletín Oficial del Estado, y firmado por el rey Juan Carlos I y la ministra de Cultura Soledad Becerril.
Erigida en estilo renacentista a finales del siglo XVI. Posee planta rectangular con tres naves siendo la central la más ancha. Al oeste aparece una torre campanario maciza de tres cuerpos rematada por una balaustrada. En su interior aloja un talla de Santiago Matamoros.